# West Coast Customs
West Coast Customs Inc. es una empresa de remodelación de automóviles que Ryan Friedlinghaus inició en 1993 con un préstamo de 5.000 dólares de su abuelo, Jaret M. Friedlinghaus. Se encuentra en Los Ángeles, pero se mudó a Corona, California, Estados Unidos. 
West Coast Customs tiene franquicias en México, Alemania (cerrada), Dubái, Malasia, Rusia y Japón. Están previstas nuevas tiendas en Canadá, Sudáfrica y Australia. 
La compañía se ha expandido abriendo un taller llamado "West Coast Customs Coach", que modifica autobuses al igual que con los automóviles. 
La empresa ganó fama por ser el antiguo sitio donde Pimp My Ride, presentado por Xzibit, hacía las remodelaciones para MTV. También aparece en numerosos lugares en el videojuego como LA Rush.
Tienen su propio reality show en el TLC y Discovery Channel, producida por Pilgrim Films & Televisión, llamado "Street Customs". El show cuenta con algunos de los actores originales de Pimp My Ride que incluye "Ismael", conocido como "Ish", (interiores) y "Big Dane" (Supervisor de la tienda). 
Han comenzado a construir automóviles Ford Mustang Cobra a medida en colaboración con Caroll Shelby, el creador de la famosa marca Shelby. En el segundo capítulo de "Street Customs", Ryan Friedlinghaus y su equipo construyó el primer Mustang Cobra e invitó a Caroll Shelby a ver el producto terminado, dándole una sorpresa al entregarle el coche como un regalo.

## Elenco y Equipo
Los siguientes son sólo aquellos que han aparecido en el programa de televisión Street Customs.
- Ryan Friedlinghaus - Propietario y Gerente
- Scott - Gerente de Planta
- Big Dane - El supervisor de la tienda y Recursos Humanos
- Mike Lil '- Gerente de la Oficina
- Jason - Audio y Electrónica
- Chad - Audio y Electrónica
- Wes - Audio y Electrónica
- Ismael "Ish" - Interiores
- Jeff - Diseño
- Chivo - Pintor Jefe
- Rafa - Pintura
- Victor - Pintura
- Scott - Pintura
- T-Rock - Pintura
- Sean - Fabricación
- Joe - Fabricación
- Mosko - Fabricación
- Bernt - Fabricación
- Junior - Fabricación
- Rory - Recolección de Piezas rebajado a conserje
- Mauricio - Pulido Automotriz
- Sammy - Conserje